# Vakaga
Vakaga – prefektura w Republice Środkowoafrykańskiej z siedzibą w Birao. Wchodzi w skład regionu Fertit.
Prefektura rozciąga się w północno-wschodniej części kraju i graniczy od północnego wschodu z Czadem a od północnego zachodu z Sudanem i Sudanem Południowym. Na południowym zachodzie Vakaga graniczy z prefekturą Bamingui-Bangoran a na południowym wschodzie z prefekturą Haute-Kotto.
Powierzchnia Vakagi wynosi 46 500 km². W 1988 zamieszkiwało ją 32 118, a w 2003 roku 52 255 osób.
W skład Vakagi wchodzą dwie podprefektury (sous-préfectures) i 3 gminy (communes):
- podprefektura Birao
  - Ridina
  - Ouandja
- podprefektura Ouanda-Djallé
  - Vokouma